# Trop précieux
Albums de Les Wampas
Simple et tendre
(1993) Toutafonlive
(1997)
Trop précieux est le 5e album du groupe de rock français Les Wampas, paru en 1996.

## Liste des pistes
1. Trop précieux (2:39)
2. C'est l'amour (2:18)
3. Ne dis pas aux copains (2:54)
4. Le soleil (3:27)
5. Paolo (2:44)
6. Il viendra (2:26)
7. Sur la langue (3:03)
8. Johnny Mac Donald (3:41)
9. Pas d'argent dans mon dos (2:02)
10. Les poissons (2:03)
11. Mes amis / Oui, je vous aime (3:43)
12. 1, 2, 3, 4, 5... (2:43)
13. Gisèle (2:51)
14. Marilyn (2:31)
15. C'est juste une petite voix (2:10)